# Seretse Khama
Sir Seretse Khama (ur. 1 lipca 1921 w Serowe w Beczuanie, zm. 13 lipca 1980 w Gaborone) – polityk botswański, ojciec niepodległości Botswany, pierwszy prezydent Botswany od 1966 do śmierci.

## Życiorys
Był synem Sekomy II (zm. 1925), wodza plemienia Bamangwato, najliczniejszego w kraju, oraz wnukiem Khamy III Dobrego. Botswana była wówczas brytyjskim protektoratem o nazwie Beczuana. W wieku 4 lat został tytularnym wodzem plemienia Bamangwato. Studiował prawo Balliol College w Oksfordzie w Wielkiej Brytanii, gdzie w 1948 wziął ślub z Angielką, Ruth Williams. Na studiach przygotowywał się do objęcia zawodu adwokata. W 1950 wyemigrował, gdyż małżeństwo to zostało ostro skrytykowane przez wuja Tshekedi (Czekedi) Khamę (1905–1959, regenta w trakcie niepełnoletności Khamy) jako wbrew plemiennej tradycji oraz przez ościenną Republikę Południowej Afryki, od której wielu członków plemienia Bamangwato było uzależnionych pod względem gospodarczym. Władze brytyjskie uległy presji Republiki Południowej Afryki i wyeliminowali Khamę wraz z jego rodziną, lecz prawie wszyscy członkowie plemienia zachowali wobec niego wierność.
W 1956 zezwolono mu na powrót, z czego skorzystał, wyrzekłszy się wszelkich roszczeń do sprawowania rządów. W 1957 wszedł w skład Rady Protektoratu Beczuany. Przyczynił się do przyspieszenia przeobrażeń konstytucyjnych w kraju. W 1962 założył Demokratyczną Partię Botswany, obejmując jej przywództwo. Od 1965 sprawował urząd premiera autonomicznego rządu protektoratu Beczuana po tym, jak otrzymała ona pełny samorząd, a sam Khama uzyskał większość głosów. 29 września 1966 otrzymał tytuł szlachecki. 30 września tego roku Beczuana stała się niepodległym państwem o nazwie Republika Botswany, a Khama został wybrany prezydentem i szefem rządu niepodległej republiki Botswany. 14 lat swoich rządów poświęcił, jako zwolennik porozumienia społecznego i demokracji, m.in. ostremu występowaniu przeciwko rasizmowi w państwach sąsiadujących – RPA i Rodezji.
Razem z Ruth Williams miał czwórkę dzieci: córkę Jacqueline oraz trzech synów: Seretse Iana (prezydenta Botswany w latach 2008–2018) oraz bliźnięta Tshekedi i Anthony.